# Keisha Anderson
Keisha Dawn Anderson (Racine, 8 maggio 1974) è un'ex cestista statunitense, professionista nella ABL e nella WNBA.

## Palmarès
- Campionessa NWBL (2001)